# Calle de la Berenjena
La calle de la Berenjena es una pequeña travesía de la ciudad española de Madrid, situada en el barrio de Cortes, distrito Centro, que une la calle de las Huertas con la de Moratín.

## Historia
La vía tenía ya su comienzo a finales del siglo xix en la calle de las Huertas, terminando en la calle de San Juan, posteriormente denominada «calle de Moratín». En el plano de Texeira de 1656 figuraba, pero sin nombre asignado, para aparecer en el de Antonio Espinosa de los Monteros ya como calle «de la Berenjena». Este legendario nombre supone que era una huerta sembrada de berenjenas que pertenecía al convento de San Jerónimo, según unos, o según otros, al marqués de Castañeda, gentilhombre de cámara del rey Enrique IV. Hilario Peñasco de la Puente y Carlos Cambronero convienen en que bien pudo haber sido propiedad del rey castellano y que luego fuese vendida al convento.